# Jill Flint
Jill Flint (Cherry Valley, 25 novembre 1977) è un'attrice statunitense, meglio conosciuta per i ruoli di Jill Casey nella serie televisiva Royal Pains e Jordan Elizabeth Alexander nella serie TV The Night Shift.

## Biografia
Vive a New York. Non ha mai ottenuto la patente di guida e per questo è considerata la pecora nera della famiglia, essendo il padre e il fratello dei piloti da corsa.

## Carriera
Jill è apparsa in numerosi film e serie televisive. Al cinema ha partecipato a Cadillac Records, The Women, On Broadway, La mia vita a Garden State e Disastro a Hollywood, mentre in televisione ha ricoperto ruoli ricorrenti in Gossip Girl, Conviction, Nurse Jackie - Terapia d'urto, Six Degrees - Sei gradi di separazione, The Good Wife e Mercy.
Dal 2009 al 2012 è stata tra i protagonisti della serie TV a sfondo medico Royal Pains, nel ruolo di Jill Casey. Nel 2014 entra nel cast principale del medical drama The Night Shift, nei panni di Jordan Alexander.
È anche apparsa in campo pubblicitario, partecipando a diversi spot, tra cui quello del Campari Soda.

## Filmografia

### Cinema
- La mia vita a Garden State (Garden State), regia di Zach Braff (2004)
- Johnny Montana, regia di John Daniel Gavin (2006) – non accreditata
- On Broadway, regia di Dave McLaughlin (2007)
- Disastro a Hollywood (What Just Happened?), regia di Barry Levinson (2008) – non accreditata
- The Women, regia di Diane English (2008)
- Cadillac Records, regia di Darnell Martin (2008)
- How I Got Lost, regia di Joe Leonard (2009)
- Fake, regia di Gregory W. Friedle (2010)
- The Amazing Spider-Man, regia di Marc Webb (2012)
- Il corriere - The Mule (The Mule), regia di Clint Eastwood (2018)
- Carry-On, regia Jaume Collet-Serra (2024)

### Televisione
- Law & Order - Il verdetto (Law & Order: Trial by Jury) – serie TV, episodio 1x01 (2005)
- Conviction – serie TV, episodi 1x01-1x06-1x07 (2006)
- Law & Order: Criminal Intent – serie TV, episodio 6x08 (2006)
- Six Degrees - Sei gradi di separazione (Six Degrees) – serie TV, 5 episodi (2007)
- Gossip Girl – serie TV, 4 episodi (2007-2009)
- Blue Blood, regia di Brett Ratner – film TV (2008)
- Royal Pains – serie TV, 51 episodi (2009-2012)
- Nurse Jackie - Terapia d'urto (Nurse Jackie) – serie TV, 4 episodi (2009)
- The Good Wife – serie TV, 9 episodi (2009-2012)
- Mercy – serie TV, episodi 1x11-1x12-1x13 (2010)
- CSI: Miami – serie TV, episodio 10x14 (2012)
- Elementary – serie TV, episodio 1x19 (2013)
- The Night Shift – serie TV, 45 episodi (2014-2017)
- Bull – serie TV, 6 episodi (2016-2019)
- Wu-Tang: An American Saga – serie TV, 3 episodi (2019)

## Doppiatrici italiane
Nelle versioni in italiano delle opere in cui ha recitato, Jill Flint è stata doppiata da:
- Connie Bismuto in The Good Wife, The Night Shift
- Claudia Catani in Royal Pains
- Sabrina Duranti in Royal Pains (4x15 e 4x16)
- Francesca Manicone in CSI: Miami
- Domitilla D'Amico in The Women
- Letizia Ciampa in Bull
- Laura Croccolino in Wu-Tang: An American Saga